# Mitrydatyzm
Mitrydatyzm – termin określający zabezpieczanie się przed działaniem trucizny, poprzez stopniowe podawanie dawek trucizny, z których żadna nie jest dawką letalną.
Określenie wywodzi się od króla Pontu Mitrydatesa VI, który jakoby miał regularnie przyjmować niskie dawki różnych trucizn. Jak mówi legenda, w chwili, gdy został pokonany, próbował popełnić samobójstwo z użyciem trucizny, co jednak nie spowodowało oczekiwanego przez niego efektu i zmusiło do zadania śmierci mieczem.
Mitrydatyzm może być zastosowany u ludzi zawodowo narażonych na działanie jadów zwierząt. Znany jest przypadek Billa Haasta, dyrektora Miami Serpentarium Laboratories na Florydzie, który w trakcie swojej kariery został około 170-krotnie ugryziony przez jadowite węże, w tym kobrę indyjską, kobrę królewską i czarną mambę. Haast od lat 50. XX wieku wstrzykiwał sobie jad kobry. W końcu jego krew stała się antidotum na jad kobry i w tym celu była podawana z dobrym skutkiem innym ludziom ukąszonym przez kobrę.